# Ospedale italiano di Montevideo
L'ospedale italiano di Montevideo (in spagnolo: Hospital Italiano de Montevideo), il cui nome ufficiale è ospedale italiano Umberto I, è un centro sanitario fondato nel 1890 a Montevideo, capitale dell'Uruguay. L'edificio, di stile tardo neoclassico, è opera dell'ingegnere Luigi Andreoni.
La struttura, così come i pilastri che sostengono la base sulla quale si erge il modello originale, sono il risultato di un processo di costruzione un po' fuori tempo, in una Montevideo che cominciava a espandersi alla fine del XVIII secolo con l'arrivo di immigranti europei, e con la fine delle guerre interne e di indipendenza del nuovo Paese.
L'ospedale funziona in forma quasi ininterrotta da più di 110 anni, sebbene il deterioramento che porta il passare del tempo ha propiziato che molte delle installazioni, tra cui le facciate laterali e posteriore, abbiano necessitato restaurazioni, effettuate con l'aiuto di fondi destinati a tale scopo in forma congiunta dai governi uruguaiano e italiano nel 2003.

## Storia

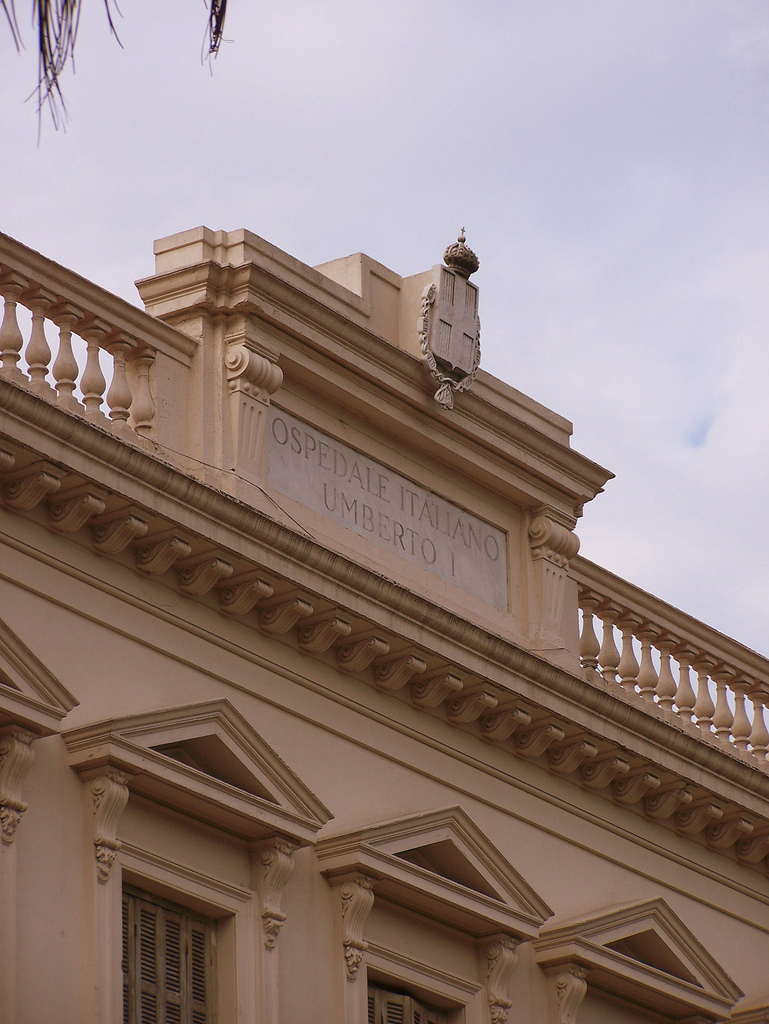
Entrata principale, dove si può leggere il nome originale: Ospedale italiano Umberto I.

A metà del XIX secolo Montevideo usciva da uno dei periodi più difficili della sua storia. Tra il 1843 e il 1851 era stata infatti assediata invano degli argentini e dai loro alleati uruguaiani del Partido Blanco. Nonostante un ventennio di instabilità politica e un lungo periodo di guerre, Montevideo aveva iniziato ad essere già a partire dagli anni '30 del XIX secolo una meta per migliaia di immigrati italiani, spagnoli e francesi. Così nel dopoguerra, il rapido sviluppo della città richiese il miglioramento delle infrastrutture di base di una popolazione che, nel censimento del 1850, accoglieva circa un 48% di immigrati, 10.000 dei quali italiani.
Nel 1852 alcuni tra gli esponenti più in vista della comunità italiana di Montevideo istituirono una commissione per la costruzione di un ospedale per i loro connazionali residenti in città. Tra i membri più noti di questo comitato figuravano Giovanni Battista Cuneo e Giovanni Battista Capurro. L'operazione fu caldeggiata dal governo sardo che proprio in quegli anni stava iniziando a tessere una rete diplomatica con tutti gli stati della regione rioplatense. Inoltre a spingere i diplomatici dei Savoia ad interessarsi della questione vi era il fatto che gran parte degli italiani residenti nella capitale uruguaiana fossero liguri e piemontesi, quindi ancora formalmente sudditi del Regno di Sardegna. Nel 1853 Capurro donò alla commissione incaricata della realizzazione dell'ospedale un lotto di terreno posto all'incrocio tra le calles Soriano e Paraguay sul quale sarebbe sorto l'edificio progettato dall'architetto Pietro Fossati. Il 22 maggio dello stesso anno fu posta la prima pietra del nuovo ospedale. Tuttavia. i lavori, ormai giunti al termine, dovettero essere interrotti l'anno seguente per mancanza di fondi. Con lo scoppio della guerra del Paraguay l'ospedale fu requisito e assegnato all'esercito brasiliano che lo adoperò come ricovero per i soldati feriti al fronte. Tra il 1870 e il 1872 fu affittato al governo che lo trasformò in una caserma. Nuovamente affittato ad un ente esterno, nel 1875 tornò alla sua funzione originaria. Tuttavia la ristrettezza degli spazi e la crescita della comunità italiana montevideana resero necessaria la costruzione di una nuova grande struttura ospedaliera. Così, nel 1884, si decise la realizzazione di un nuovo ospedale nella località di Tres Cruces, nella periferia orientale di Montevideo. Il 21 settembre dello stesso anno, alla presenza del presidente uruguaiano Máximo Santos, di alcuni ministri e delle massime autorità consolari italiane, fu posta la prima pietra del nuovo edificio. L'obiettivo iniziale dell'istituzione creata sotto la tutela e direzione dell'architetto italo-uruguaiano Luigi Andreoni, era quello di prestare servizi sanitari di base alla popolazione in modo da diminuire l'alta percentuale di mortalità infantile, risultato della scarsità di risorse e di centri ospedalieri che assicurassero assistenza pubblica.
L'inaugurazione, avvenuta il 1º giugno 1890, raccolse una grande folla di cittadini uruguaiani e stranieri. Sul perimetro dell'edificio si issarono oltre cinquanta bandiere del Regno d'Italia. Il 19 agosto dello stesso anno la struttura fu intitolato a Umberto I, ucciso pochi giorni prima a Monza.

## Architettura

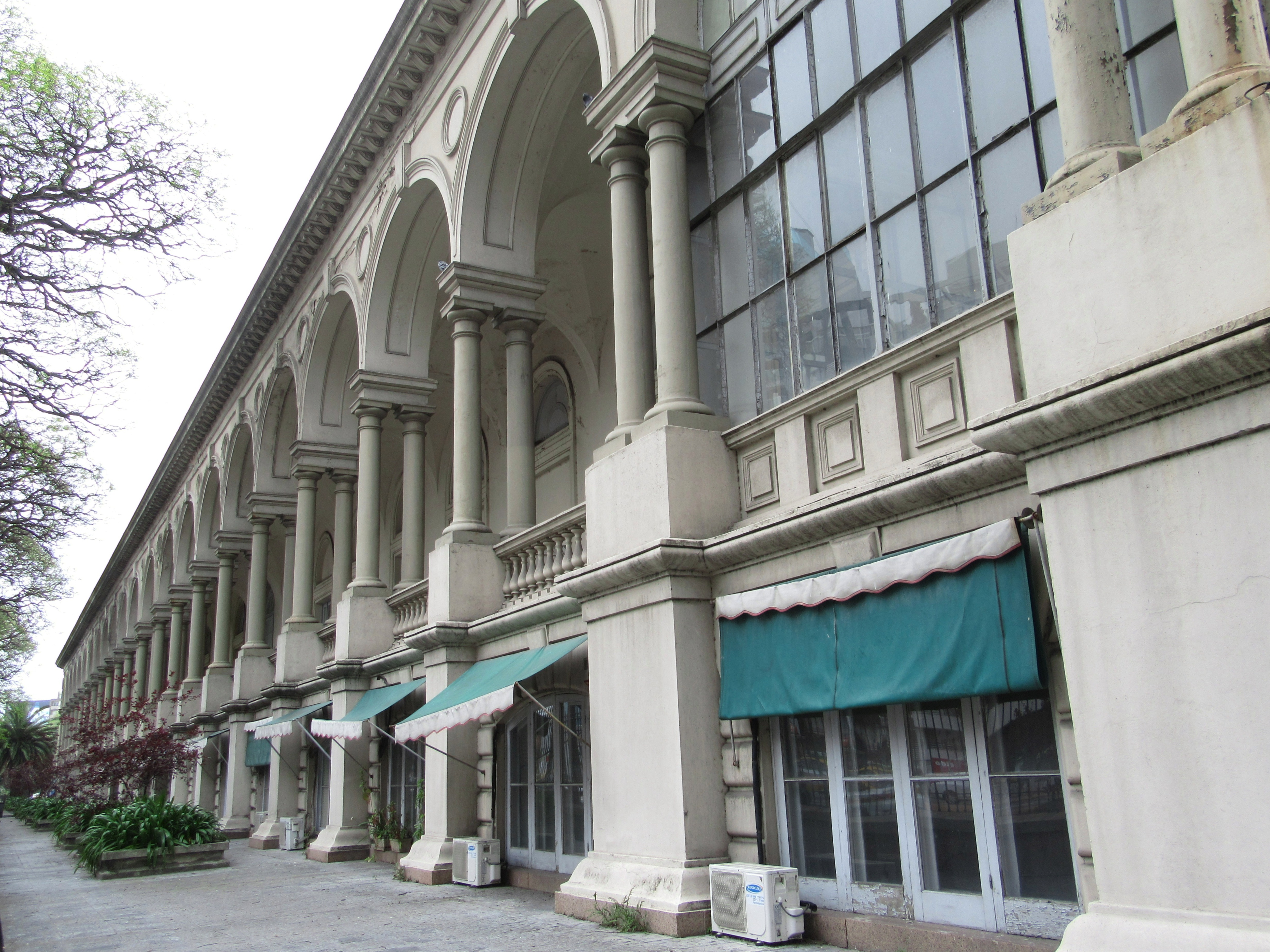
Pasiva dell'ospedale, verso Bulevard Artigas.

L'edificio è di stile neoclassico, seppur con alcune influenze eclettiche.
L'architetto incaricato di dirigere e pianificare la struttura fu Luigi Andreoni, pure responsabile della costruzione della stazione centrale e del Club Uruguay. Andreoni si basò su procedimenti artistici e scientifici, in un'epoca in cui si cercava di economizzare le risorse. In questo senso l'ospedale costituisce un esempio dell'arte progressista in Uruguay, di aspetto semplice e funzionale, di fronte alla soggettività e decoro che avevano caratterizzato le tappe precedenti, che avrebbero visto una certa riscoperta nella costruzione a mano di architetti italiani del palazzo legislativo di Montevideo nel 1925.
I capitelli di stile impero, costruiti su una base stabile e con direzioni geometriche precise, in due delle quattro facciate della costruzione, sottolineano l'idea dell'unione fra arte e scienza, tipico del neoclassicismo tardivo. In questa costruzione si cerca di riproporre un modello classico e occidentale, utilizzando materiali come il marmo, il granito e piastrelle importate dall'Europa, al fine di ricreare un'immagine che unisca i concetti dell'arte antica con le novità della scienza moderna.
Infine, l'ala che da verso il Bulevard Artigas, conosciuto come "Pasiva del Hospital italiano" presenta una galleria di sculture e figure di bronzo, che ricorda grandi personalità italiane e uruguaiane. Il busto in omaggio a José Gervasio Artigas si trova in questo lato dell'ospedale.
La superficie dell'ospedale è di circa 30000 metri quadrati (considerando i due piani e le superfici accessorie esterne) e la sua antichità, di oltre 110 anni, lo trasformano in uno dei più antichi ospedali attivi a Montevideo e in tutto l'Uruguay.
Si situa all'incrocio delle vie 8 di Ottobre e Italia, sull'intersezione di queste due con Bulevard Artigas e la via Jorge Canning. La struttura è divisa in due zone con fini specifici: ospedale e sanatorio.
L'area per maternità si trova al primo piano, mentre al secondo ci sono le sale operatorie.

## Servizi Medici

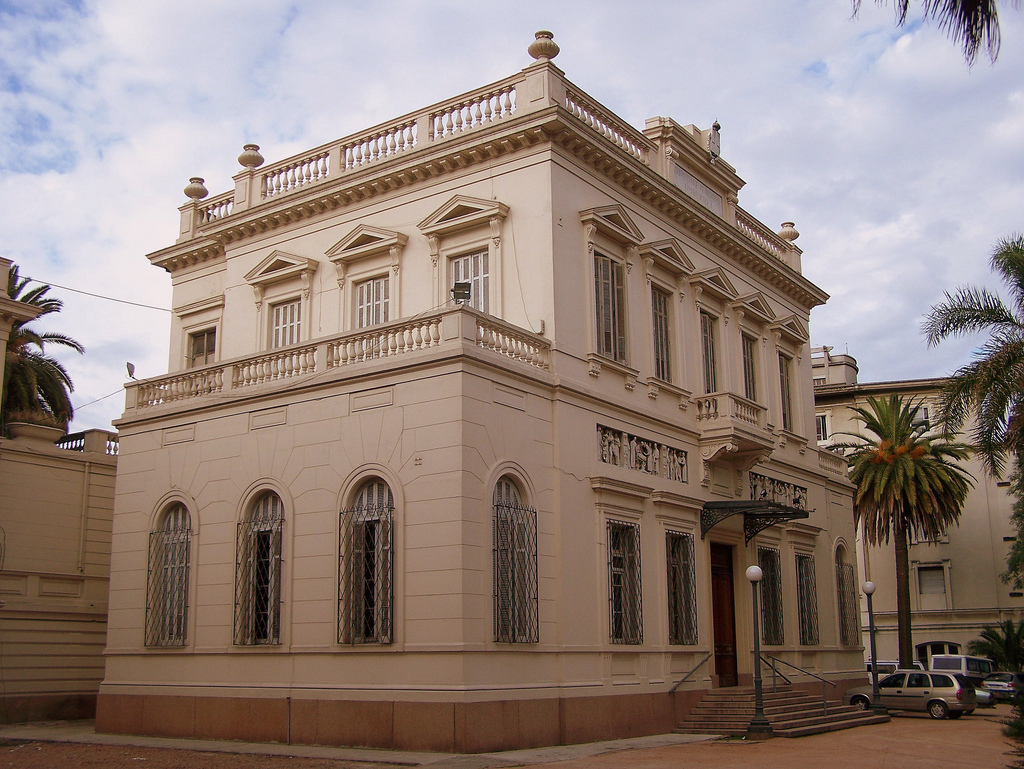
L'ospedale dopo la restaurazione.

L'ospedale italiano ha occupato sempre una funzione preponderante nel campo medico Uruguaiano. Il servizio medico è privato, però dipende direttamente del ministero della salute pubblica (MSP), e, come tale, da trattamenti a basso costo per infermi terminali e di secondo grado. Si realizzano servizi ambulatoriali medici, anche attraverso appuntamenti con la mutua Universal di Montevideo.
Attualmente è aperta l'area maternità (mai interrotta dalla fondazione) e si sono aggiunte più recentemente specialità chirurgiche e di trapianto di organi.
Nonostante il deterioramento dell'edificio e di problemi di debiti che aveva all'inizio del 2004, sforzi congiunti italiani e uruguaiani, e del sindacato medico (SMU) hanno potuto sanare i debiti e il deterioramento dell'ospedale, apportando donativi per la riforma e miglioramento delle installazioni interne e esterne. I dirigenti del centro Jorge Massa e Renato Azzoni, hanno approvato i lavori di ammodernamento.